# Louteridium
- Commons
- Wikispecies

Louteridium S.Watson, segundo o Sistema APG II, é um gênero botânico da família Acanthaceae, natural do México e América Central.

## Sinonímia
- Neolindenia Baill.

## Espécies
| - Louteridium brevicalyx - Louteridium chartaceum - Louteridium conzattii - Louteridium costaricense - Louteridium donnell-smithii - Louteridium koelzii | - Louteridium mexicanum - Louteridium parayi - Louteridium purpusii - Louteridium rzedowskii - Louteridium tamaulipense |

- «Lista das espécies»

## Nome e referências
Louteridium S.Watson, 1888

## Classificação do gênero
| Sistema | Classificação                       | Referência            |
| ------- | ----------------------------------- | --------------------- |
| APG II  | Ordem Lamiales, família Acanthaceae | APweb, versão 9, 2008 |